# Nārada

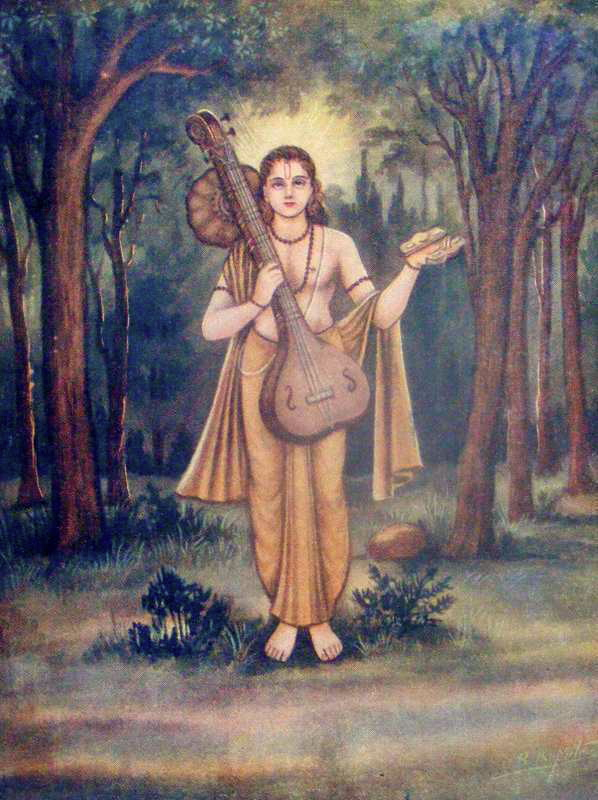
Il saggio Nārada

Nārada (in sanscrito नारद) o Nāradamuni (in sanscrito नारदमुनि) è un saggio (ṛṣi) divino della tradizione induista, che riveste un ruolo prominente in numerosi testi puranici, soprattutto nel Bhāgavata Purāṇa.
Nārada è ritratto come un brāhmaṇa monaco con il potere di viaggiare tra pianeti e mondi distanti e che porta con sé una vina (strumento a corde), che utilizza per suonare inni, preghiere e canti in onore del suo Signore, Visnù/Kṛṣṇa.
Nārada è detto Mānasaputra, "nato dalla mente" di Brahmā, e Triloka sanchaari, per il suo potere di viaggiare tra i "tre mondi" (triloka): Swargaloka, il mondo celeste, Mrityuloka, il "mondo della morte" (la Terra) e Pātālaloka, il mondo inferiore.
Nella tradizione vaiṣṇava Nārada è tenuto in grande considerazione proprio per la glorificazione continua dei nomi di Hāri e Nārāyaṇa (appellativi di Visnù) e per la promozione del servizio devozionale, il Bhakti Yoga, così come spiegato nel testo tradizionalmente attribuito allo stesso Nārada, il Nārada Bhakti-Sūtra. È identificato come uno dei dodici mahājana, i grandi devoti di Dio. Nella vita precedente è stato un gandharva (essere alato), prima di diventare un ṛṣi.
In alcuni testi è identificato come un avatāra parziale di Visnù, e nella Bhagavadgītā (10.26) Kṛṣṇa afferma: "E tra i saggi e gli esseri celesti Io sono Narada".
Divenne una gopī di nome Naradi nelle foreste di Vṛndāvana per poter adorare Kṛṣṇa.